# Desaparición del gen rubio

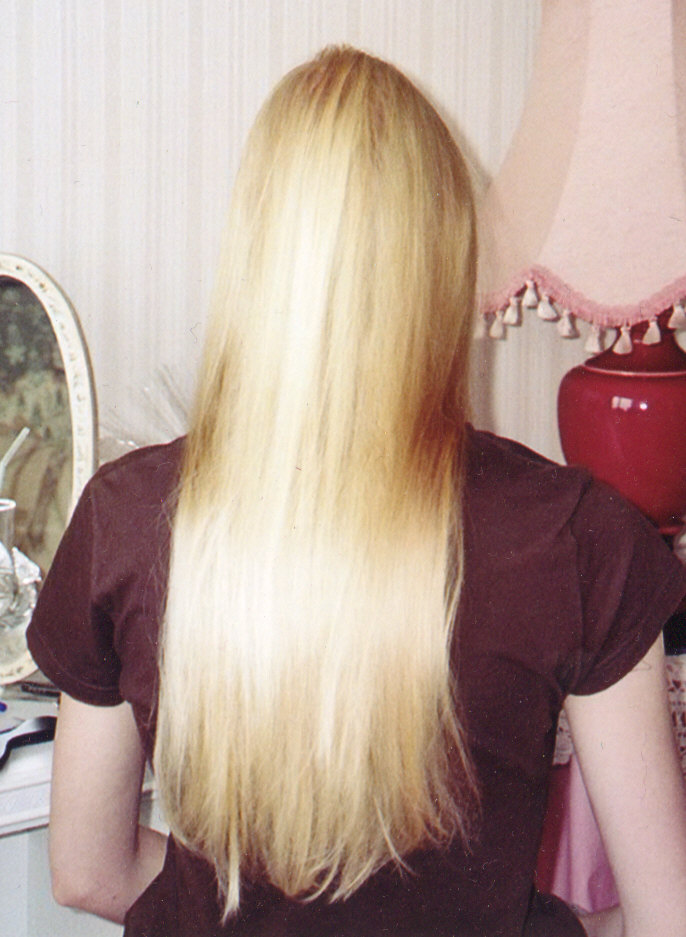
El pelo rubio en realidad no está en peligro de extinción.

La desaparición del gen rubio es una leyenda urbana que alcanzó un gran éxito en 2002. Periódicos sensacionalistas, como el británico The Sun, afirmaron que la OMS había publicado un informe en el que se afirmaba que el pelo rubio se extinguiría en menos de dos siglos. En octubre de 2002, la OMS emitió un comunicado negando la existencia de dicho informe.
Agencias de noticias respetables como Canadian Press o BBC News se hicieron eco de la alarmista noticia. En 2002, BBC News (y otros) informaron acerca de que científicos alemanes no mencionados decían que la distribución natural del pelo rubio cesaría en el plazo de 200 años debido a que los genes asociados con el pelo rubio eran recesivos; solamente un selecto grupo de gente de Finlandia, país con mayor proporción de rubios naturales del mundo, tendría pelo rubio natural. El artículo además indicaba que había un escaso número de personas que portaran el gen recesivo, especialmente en zonas de herencia mezclada como Estados Unidos, Canadá, Nueva Zelanda, Brasil, y Australia. Los genes dominantes (pelo castaño, pelo negro, ojos marrones) «derrotan» a los genes recesivos o, metafóricamente, los ponen en peligro. El estudio fue atribuido posteriormente a la Organización Mundial de la Salud. Entonces, en octubre de 2002, The New York Times informó de que la Organización Mundial de la Salud no tenía conocimiento acerca de este estudio. La OMS viene confirmando desde entonces que la historia de su supuesto estudio es un engaño.
Causando algún revuelo en los medios de comunicación y blogs, incluyendo algunas protestas airadas de feministas, la noticia reapareció en 2006 en The Sunday Times, aunque fue retirada posteriormente de la versión online a petición de la OMS y La Repubblica «De acuerdo con la OMS la última rubia probablemente nacerá en Finlandia durante el 2202». Viajó de nuevo rápidamente a través de Internet. Incluso hubo un programa satírico estadounidense, The Colbert Report, en donde se hizo mención al rumor sugiriendo un programa de crianza selectiva para salvar a las rubias. En 2007, el diario Clarín volvió a publicar una nota sobre el tema, así como la edición online del diario La Tercera de Chile.

## Contraargumentación del mito de los genes recesivos
En cualquier caso la hipótesis está basada en una exageración del concepto de gen recesivo. A menos que el gen se asocie a una desventaja en la supervivencia o en la reproducción, continuará pasando a las futuras generaciones. La realidad es que las mezclas raciales pueden conducir a una proporción más reducida de individuos en los cuales se expresa el rasgo rubio (es decir, de quienes heredan el gen de ambos padres), pero esto en sí mismo no reduce el predominio del gen ni hará "desaparecer" totalmente a los individuos de pelo rubio, como en el mencionado artículo de la BBC opinaba Jonathan Rees, catedrático de Dermatología de la Universidad de Edinburgo.
Para que un gen recesivo se exprese en un individuo, este tiene que existir en los dos lados de la familia del individuo, es decir, no es necesario que ambos padres presenten la característica asociada al gen, sino que deberá existir dicho gen en al menos algún antepasado de ambos. La probabilidad dependerá de cada tipo de gen, soliendo expresarse con mayor proporción cuando más antepasados tengan por ambos lados de su familia que expresan ese gen. Para que un gen recesivo quede completamente anulado ante uno dominante, el progenitor que porte el gen dominante no deberá tener ningún antepasado con el gen recesivo. Algo similar ocurre con el gen que expresa los ojos claros. Esta condición se produjo debido a la mutación de un gen hace aproximadamente 10 000 años en algún lugar de Europa. Dicho individuo era el único en el mundo con los ojos azules, debido a que se sabe que la mutación sólo ocurrió una vez, por lo tanto tuvo que reproducirse con una persona de ojos oscuros. Con el paso de las generaciones los ojos azules se fueron expresando en más personas, pasando de un único individuo hace 10 000 a los actuales 600 millones de personas con los ojos azules en el mundo, según las estimaciones. Por lo tanto un gen recesivo no implica la desaparición de la característica a través de la reproducción con genes dominantes.